# Мавзолей Махмуда II
Мавзолей Махмуда II — достопримечательность Стамбула, последняя семейная усыпальница османских султанов. Подле него — кладбище с могилами известных османских политиков и писателей.

## Архитектура и декор

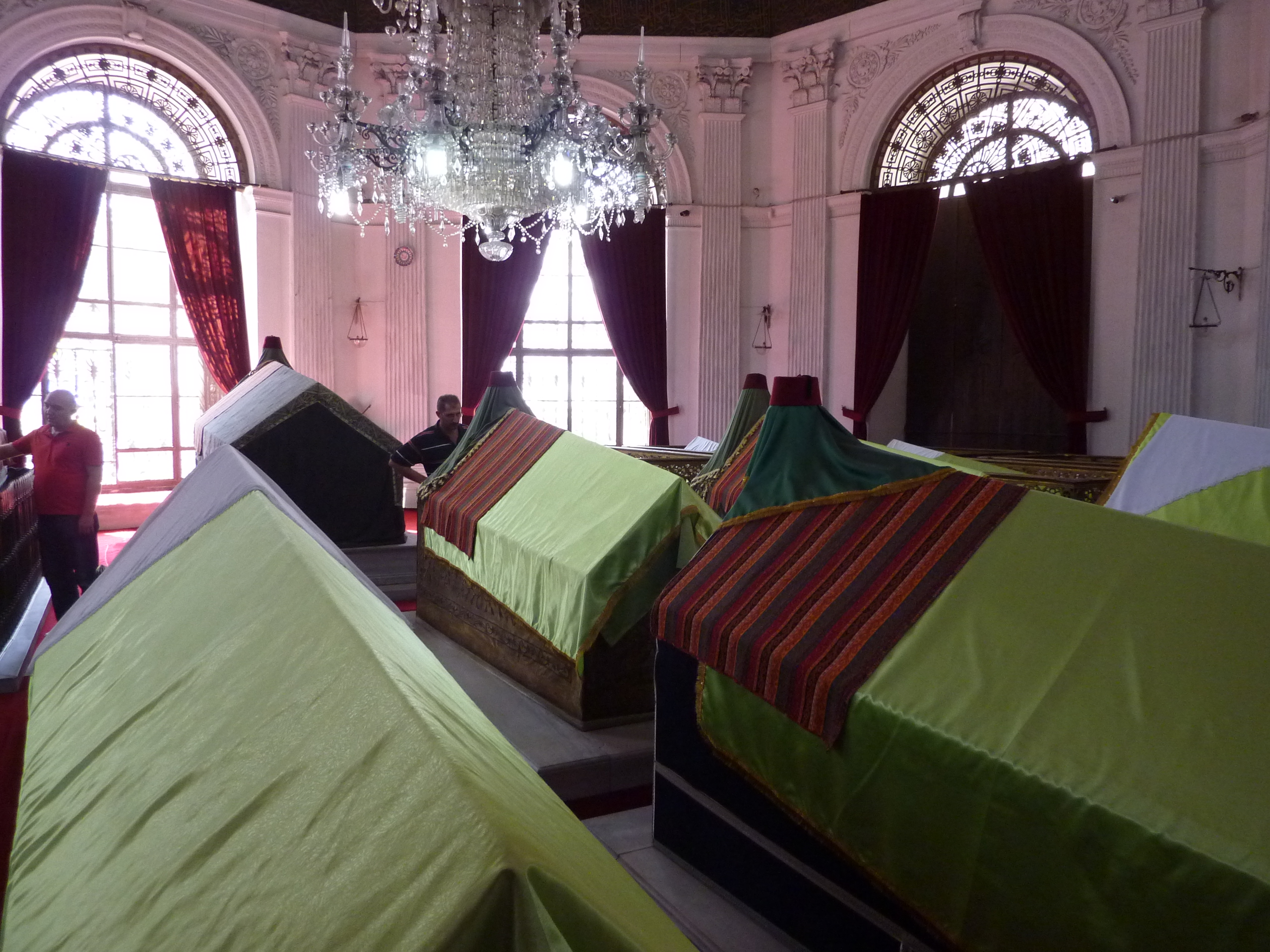
В мавзолее

Восьмиугольное в плане здание мавзолея в стиле ампир облицовано белым мрамором. Купол украшен лепными цветами. Внутри постройки на мраморной табличке находится надпись работы каллиграфа Мехмета Хашима. Хрустальная люстра, висящая в куполе гробницы, подарена королевой Викторией. Золочёные часы — подарок французского императора Наполеона III.

## История
Мавзолей был построен по приказу султана Абдул-Меджида I для упокоения праха его отца Махмуда II османскими архитекторами-армянами Богосом и Оганесом Дадянами. Постройка была закончена в 1840 году.
Позже в мавзолее появились гробницы султанов Абдул-Азиза и Абдул-Хамида II — сына и внука Махмуда II.
До 1920 года на территории, огороженной для мавзолея, захоранивались известные политики и писатели, благодаря чему выросшее подле мавзолея кладбище содержит немало ярких образцов поздней османской культуры.
В 2009 году рядом с мавзолеем появилась могила Эртогрула Османа, одного из наследников османского престола.

## Известные персоналии в мавзолее
- Махмуд II
- Безмиалем-султан
- Абдул-Азиз
- Абдул-Хамид II
- Юсуф Иззеддин-эфенди

## Известные персоналии на кладбище

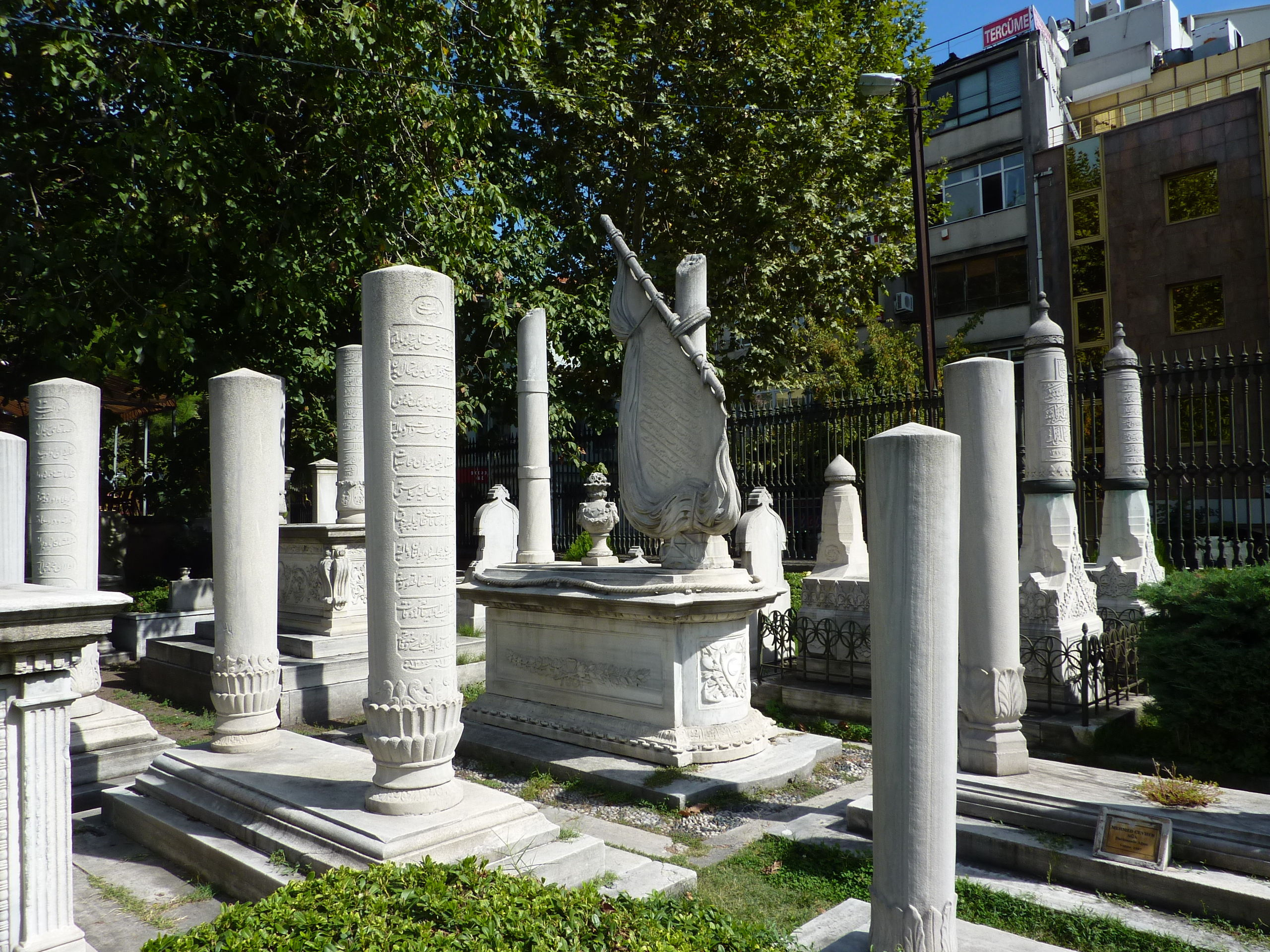
на кладбище

- Бедреддин Симави
- Гёкальп Зия
- Халиль Рыфат-паша
- Саид Халим-паша
- Омер Фарук
- Эртогрул Осман